# Felipe Barbosa
Felipe do Nascimento Barbosa (Niterói, 4 de janeiro de 1978) é um artista visual brasileiro que ganhou proeminência no final dos anos 1990.

## Biografia
Estudou pintura na Escola de Belas Artes da Universidade Federal do Rio de Janeiro e frequentou a Escola de Artes Visuais do Parque Lage, tendo recebido orientação de Carlos Zilio. Recebeu, em 2001, da Comunidade de Madri, uma bolsa do programa de intercâmbio Taller Exposición de Pintura Iberoamericana e, em 2002, uma bolsa de residência na Cité Internationale des Arts de Paris. Teve mostras de sua obra no Miami Art Museum, no Museo de Arte Contemporaneo de Monterrey, no Parque Laje, na Funarte São Paulo, no Centro Cultural São Paulo, no Museu de Arte Contemporânea de Niterói, no Museu de Arte Moderna da Bahia, no Centro Cultural Banco do Brasil do Rio de Janeiro e no Centro Dragão do Mar de Arte e Cultura.